# Aley

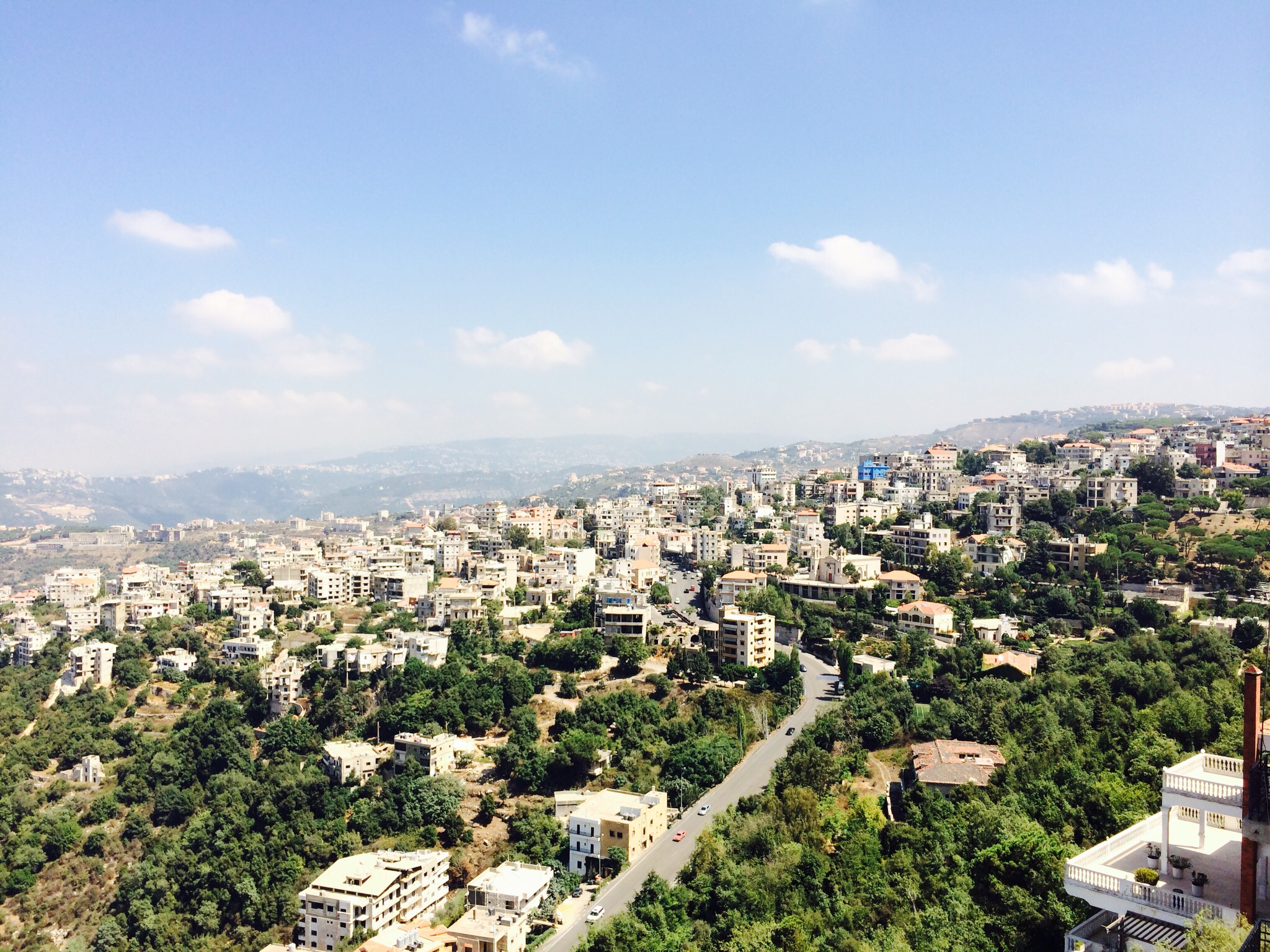
Vista d'Aley des de Ras al-Jabal

Aley o Aleih  (en àrab عاليه) és una població libanesa del Mont Líban, prop de Bhamdoun. És la capital del caza d'Aley. La ciutat se situa a 17 km de Beirut, a l'oest de Bhamdoun i prop del poble de Souk El Gharb. La seva població estimada el 2008 era de 44.644 habitants.

## Situació demogràfica
Els habitants d'Aley són majoritàriament drusos. Una important minoria cristiana es reparteix entre melquites, ortodoxos i maronites. Molts estrangers, particularment dels països àrabs del golf Pèrsic, hi posseeixen residències secundàries on passen l'estiu, per fugir de la calor i la humitat de la península Aràbiga.

## Etimologia
El nom Aley es diu que prové del siríac o de l'arameu i significaria «localització elevada», referit a l'elevada altitud de la ciutat sobre el nivell de la mar. L'àrab alei significa «sobre» (com en السلام عليكم, as-salam aleikum, «la pau sigui amb vós»).

## Història
Aley s'ha desenvolupat amb la construcció del ferrocarril entre 1892 i 1895, que no tan sols va permetre la connexió amb Beirut sinó també amb Damasc. El ferrocarril ha proporcionat als beirutins un accés fàcil a Aley i a les muntanyes de l'entorn, per la qual cosa Aley s'ha convertit en una destinació popular on fa de bon passar-hi els mesos d'estiu a causa del seu clima agradable. La ciutat va ser durant un temps la capital estival dels governadors otomans del Mont Líban. El 2001, l'Ajuntament va començar a renovar el centre urbà, particularment el soc històric, i la ciutat va reprendre ràpidament el seu paper de centre turístic al Líban.